# Love Storm
『Love Storm』（原題：狂愛龍捲風）は台湾のテレビドラマ。
2003年に台湾で放送された。日本では2005年9月1日から2006年1月12日までBS日テレにて放送。
裕福な家に生まれ育ったお嬢様の家楽（ビビアン・スー）が、真実の愛を求めてラブストーム（愛の嵐）を巻き起こす物語である。

## エピソード・サブタイトル
全20話
| 各話   | サブタイトル               | 放送日         |
| ------ | -------------------------- | -------------- |
| 第1話  | 運命の出会い               | 2005年9月1日   |
| 第2話  | 再会                       | 2005年9月8日   |
| 第3話  | ジャールーの決意           | 2005年9月15日  |
| 第4話  | もう一度チャンスをください | 2005年9月22日  |
| 第5話  | 突き放されたジャールー     | 2005年9月29日  |
| 第6話  | 新たなる出発               | 2005年10月6日  |
| 第7話  | 縮まる距離                 | 2005年10月13日 |
| 第8話  | 七夕の願い                 | 2005年10月20日 |
| 第9話  | もうひとりのインフォン     | 2005年10月27日 |
| 第10話 | ジンジンの気持ち           | 2005年11月3日  |
| 第11話 | 救出                       | 2005年11月10日 |
| 第12話 | 海王子                     | 2005年11月17日 |
| 第13話 | もうひとつの再会           | 2005年11月24日 |
| 第14話 | 仕組まれた罠               | 2005年12月1日  |
| 第15話 | 炎がつなぐ縁               | 2005年12月8日  |
| 第16話 | 決別                       | 2005年12月15日 |
| 第17話 | 諦め                       | 2005年12月22日 |
| 第18話 | バラバラの心               | 2005年12月29日 |
| 第19話 | それぞれの決意             | 2006年1月5日   |
| 第20話 | ライターの秘密             | 2006年1月12日  |

### キャスト
| 役名                  | 俳優名                          |
| --------------------- | ------------------------------- |
| 趙家樂 （ジャールー） | 徐若瑄 （ビビアン・スー）       |
| 陸穎風 （インフォン） | 周渝民 （ヴィック・チョウ、F4） |
| 萬寶龍 （バオロン）   | 朱孝天 （ケン・チュウ、F4）     |
| 萬寶珠 （バオチュー） | 秀琴 （シュウチン）             |
| 愛倫 （アイルン）     | 張敏晨                          |
| 馬莉 （マーリー）     | 文汶                            |
| 湯叔 （タンシュー）   | 秦沛 （チョン・プイ）           |
| 美雲 （メイユン）     | 金燕玲 （エレイン・ジン）       |
| 豪哥 （ハオグー）     | 屈中恒 （チー・チョンヘン）     |
| 晶晶 （ジンジン）     | 許瑋倫 （シュー・ウェイルン）   |
| 馬爺 （マーイエ）     | 勾峰 （ゴウ・フン）             |
| 家樂の叔父            | 伍思凱 （スカイ・ウー）         |
| 家樂の叔母            | 銭韋杉 （ウイニィー・チェン）   |

### スタッフ
- 総合プロデューサー - 柴智屏
- 監督 - 呉思達、黄克義
- 脚本 - 柴智屏、徐譽庭、陳世傑、周平之、毛訓容

### 主題歌
オープニングテーマ
- 『Decide To Love You / 決定愛你』

歌 - ビビアン･スー
エンディングテーマ
- 『I Feel You / 我呼吸你』

歌 - 周渝民

## ソフトウェア

### 書籍
小説
- 「LoveStorm〜狂愛龍捲風〜翻訳本」（徳間書店 2005年12月20日） ISBN 978-4-19-862105-6

### CD
販売元はリッツミュージック
- 「Love Storm〜狂愛龍捲風〜日本語サウンドトラック」（2005年10月24日）

### DVD
販売元はエスピーオー
- 「Love Storm〜狂愛龍捲風〜DVD-BOX」（2006年2月22日）